# Jaak Panksepp
Jaak Panksepp (Tartu, 5 giugno 1943 – Bowling Green, 17 aprile 2017) è stato uno psicologo, neuroscienziato e psicobiologo statunitense  di origine estone.
È stato professore emerito del dipartimento di psicologia alla Bowling Green State University. Panksepp ha coniato il termine "neuroscienze affettive" e dolore sociale,per indicare il campo delle neuroscienze che studia i meccanismi neurali dell'emozione. È conosciuto pubblicamente soprattutto per la sua ricerca sulla risata negli animali non-umani.

## Ricerca
Panksepp ha condotto molti esperimenti; in uno di essi ha dimostrato che i ratti mostrano segni di paura quando dei peli di gatto sono posizionati vicino a loro, anche se non hanno mai avuto esperienza di un gatto nella loro vita. Da questo esperimento Panksepp ha teorizzato la possibilità che molti esperimenti di laboratorio possano essere corrotti dalla presenza di ricercatori proprietari di gatti. Ha inoltre provato a replicare l'esperimento usando peli di cane ma i topi non mostravano segni di paura.
Nel documentario del 1999 Why Dogs Smile and Chimpanzees Cry (Perché i cani sorridono e gli scimpanzé piangono), è mostrato mentre commenta a proposito della ricerca sulla gioia nei topi: fare il solletico a topi addomesticati faceva loro produrre vocalizzazioni ultrasonoiche ad alta frequenza (50Hz), ipoteticamente correlati a ciò che noi definiamo risata.
Panksepp è anche molto conosciuto per la pubblicazione di un paper nel 1979 che suggerisce un ruolo dei peptidi oppioidi nell'eziologia dell'autismo, e che propone una descrizione dell'autismo come 'un disturbo emotivo dovuto a un malfunzionamento del sistema degli oppioidi nel cervello'.

## Libri
- Panksepp, J., and Biven, L. (2012). The Archaeology of Mind: Neuroevolutionary Origins of Human Emotion. New York: W. W. Norton & Company. W W Norton page tr. it. Archeologia della mente, Raffaello Cortina Editore, Milano, 2014.
- Panksepp J (Ed.) (2004) A Textbook of Biological Psychiatry, New York, Wiley
- Panksepp, J. (1998). Affective Neuroscience: The Foundations of Human and Animal Emotions. New York: Oxford University Press.
- Panksepp, J (Ed.) (1996). Advances in Biological Psychiatry, Vol. 2, Greenwich, CT: JAI Press.
- Panksepp, J (Ed.) (1995). Advances in Biological Psychiatry, Vol. 1, Greenwich, CT: JAI Press.
- Clynes, M. and Panksepp, J. (Eds.) (1988). Emotions and Psychopathology, New York, Plenum Press.
- Morgane, J. P., and Panksepp, J. (Eds.). (1981). Handbook of the Hypothalamus: Vol. 4: Part B. Behavioral Studies of the Hypothalamus. New York: Marcel Dekker, Inc.
- Morgane, J. P., and Panksepp, J. (Eds.). (1980). Handbook of the Hypothalamus: Vol. 3: Part A. Behavioral Studies of the Hypothalamus New York: Marcel Dekker, Inc.
- Morgane, J. P., and Panksepp, J. (Eds.). (1980). Handbook of the Hypothalamus: Vol. 2: Physiology of the Hypothalamus New York: Marcel Dekker, Inc.
- Morgane, J. P., and Panksepp, J. (Eds.). (1979). Handbook of the Hypothalamus: Vol. 1: Anatomy of the Hypothalamus New York: Marcel Dekker, Inc.